# フィリップス郡 (コロラド州)

コロラド州内の位置

フィリップス郡（Phillips County）は、アメリカ合衆国コロラド州に位置する郡である。人口は4,530人（2020年）。郡庁所在地はホリヨーク（Holyoke）である。

## 地理
アメリカ合衆国統計局によると、この郡は総面積1,781 km2 (688 mi2) である。このうち1,781 km2 (688 mi2) が陸地で0 km2 (0 mi2) が水地域である。総面積の0.02%が水地域となっている。

## 人口動勢
2000年国勢調査で、この郡は人口4,480人、1,781世帯、及び1,239家族が暮らしている。人口密度は3/km2 (6/mi2) である。1/km2 (3/mi2) の平均的な密度に2,014軒の住宅が建っている。この郡の人種的な構成は白人93.04%、アフリカン・アメリカン0.20%、先住民0.29%、アジア0.40%、太平洋諸島系0.02%、その他の人種4.71%、及び混血1.34%である。この人口の11.76%はヒスパニックまたはラテン系である。
この郡内の住民は26.90%が18歳未満の未成年、18歳以上24歳以下が6.30%、25歳以上44歳以下が25.30%、45歳以上64歳以下が22.20%、及び65歳以上が19.40%にわたっている。中央値年齢は40歳である。女性100人ごとに対して男性は93.40人である。18歳以上の女性100人ごとに対して男性は90.50人である。
この郡の世帯ごとの平均的な収入は32,177米ドルであり、家族ごとの平均的な収入は38,144米ドルである。男性は30,095米ドルに対して女性は18,682米ドルの平均的な収入がある。この郡の一人当たりの収入 (per capita income) は16,394米ドルである。人口の11.60%及び家族の8.80%は貧困線以下である。全人口のうち18歳未満の14.70%及び65歳以上の7.20%は貧困線以下の生活を送っている。

## 都市及び町
- ホリヨーク（郡庁所在地）
- Haxtun
- Paoli